# Aniello Cimitile
Aniello Cimitile (Pomigliano d'Arco, 3 gennaio 1948) è un politico e ingegnere italiano.
È stato presidente della Provincia di Benevento.

## Biografia
Laureatosi in ingegneria elettronica all'Università degli Studi di Napoli Federico II, diviene Professore Ordinario di Ingegneria del software presso l'Università degli Studi del Sannio.
È stato Rettore dell'Università degli Studi del Sannio dal 2000 al 2006 e dal 2007 al 2012 dell'Università Telematica Unitelma Sapienza.

### Attività didattica e scientifica
Ha scritto con Ugo De Carlini il libro Metodologie, Tecniche e Strumenti di Reverse Engineering, 1995 FrancoAngeli.
L'attività di ricerca scientifica si è sviluppata nel campo della Ingegneria del Software. È attuale professore emerito dell’ateneo sannita e coordinatore del programma Industria I4.0 del Progetto CUR-Regione Campania.

### Attività politica
Viene eletto membro dell'associazione nazionale del Partito Democratico a seguito delle primarie del 14 ottobre 2007. Nel 2008 viene candidato come presidente della provincia di Benevento da un'ampia coalizione di centro-sinistra e risulta eletto al primo turno con il 55,1% dei voti e succede a Carmine Nardone eletto nel 2003 al primo turno con il 73,6% dei voti.
È stato sostenuto, in consiglio provinciale, da una maggioranza costituita da: PD, Popolari UDEUR (poi passata all'opposizione), Progetto Sannio, Costituente di Centro, Italia dei Valori, Sannio Democratico, Partito Socialista Italiano e Sinistra Arcobaleno. Il suo mandato amministrativo è scaduto nel 2013, ma è stato prolungato dal governo fino al 2014.
| Controllo di autorità | VIAF (EN) 55879184 · ISNI (EN) 0000 0000 3159 6709 · SBN SBLV014837 · LCCN (EN) n96050203 |